# 将軍澳線
将軍澳線（しょうぐんおうせん）は、香港を走る香港鉄路有限公司 (MTR) の路線である。ラインカラーは■紫。

## 概要
将軍澳線は新界の宝琳駅・康城駅から香港島中部の北角駅間を結ぶ路線である。将軍澳駅などのある九龍東側では湾を埋め立てた後に次々とニュータウンが建設され、超高層アパートが無数に立ち並んでいる状況である。また旧来からある観塘線は、半環状に香港島北部の北角駅から海底トンネルを通って九龍中心部の油麻地駅までを運行していたが、将軍澳線の開通によって観塘線の路線の変更が行われた経緯がある。
2009年、将軍澳駅から将軍澳車両基地と隣接する康城駅間を結ぶ支線が開通した。
現在、北港島線計画の一環として北角より香港島北岸を経由し中西区の添馬まで延伸する計画がある。添馬では同じく北港島線として延伸予定のある東涌線と接続する予定である。

## 路線データ
- 複線区間：全線
- 電化区間：全線（直流 1,500 V 架線集電方式）
- 車両基地：将軍澳車両基地
- 地上区間：宝琳駅付近
- 走行方向：左側通行

## 沿革
- 2001年9月27日：鰂魚涌駅 - 北角駅間が観塘線として開通。
- 2002年8月4日：油塘駅 - 鰂魚涌駅間が将軍澳線として開通し、鰂魚涌駅 - 北角駅間も将軍澳線の路線となる。このため、観塘線の藍田駅 - 鰂魚涌駅間は廃止、藍田駅 - 油塘駅が開通。
- 2002年8月18日：宝琳駅 - 油塘駅間が将軍澳線として開通し、観塘線それと同時に油塘駅 - 調景嶺駅が開通。
- 2009年7月26日：将軍澳駅 - 康城駅間の支線区間が開通。

## 使用車両
メトロキャメル電車およびRotem電車が使用されている。

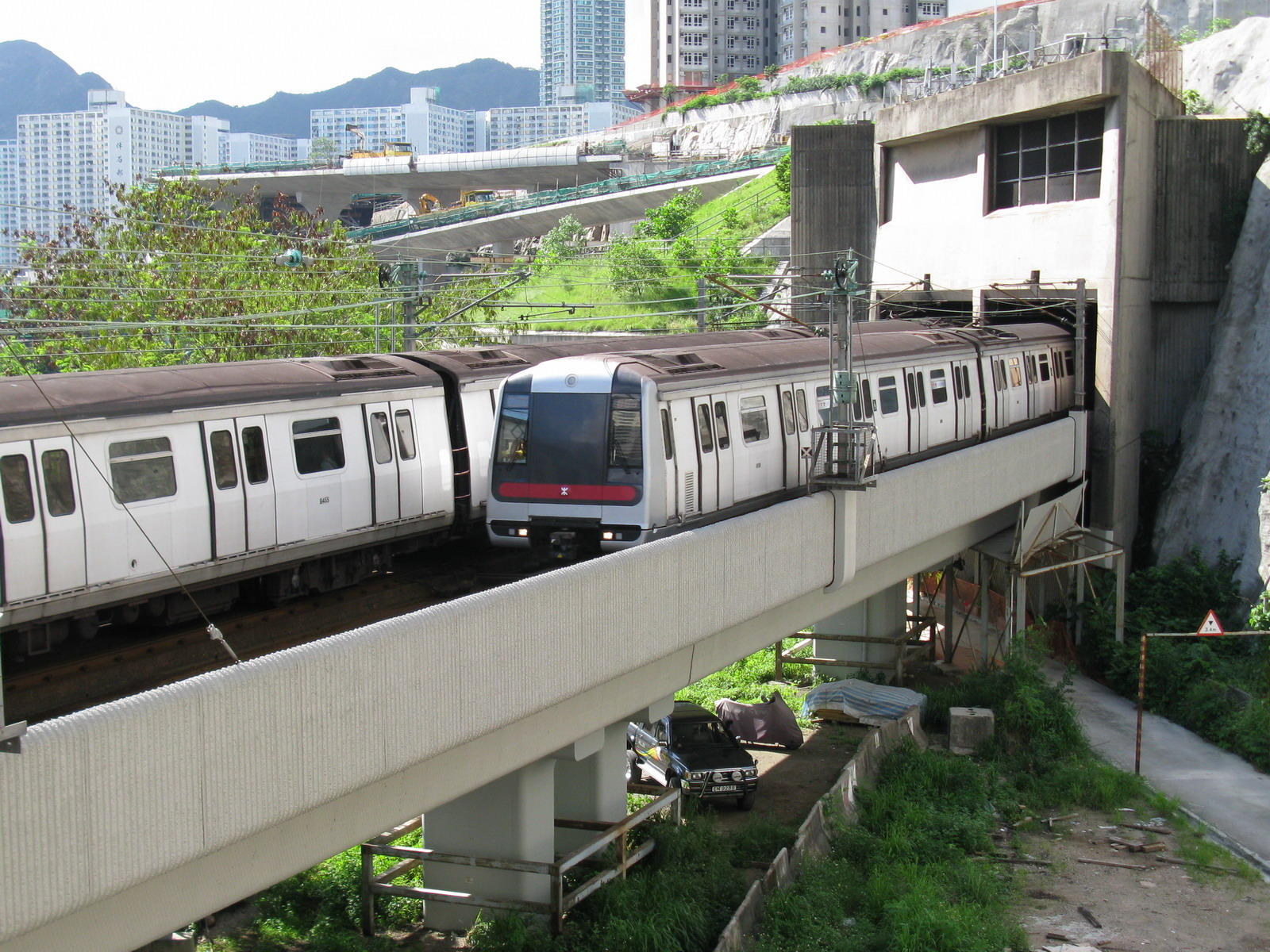
メトロキャメル電車（観塘線で撮影）
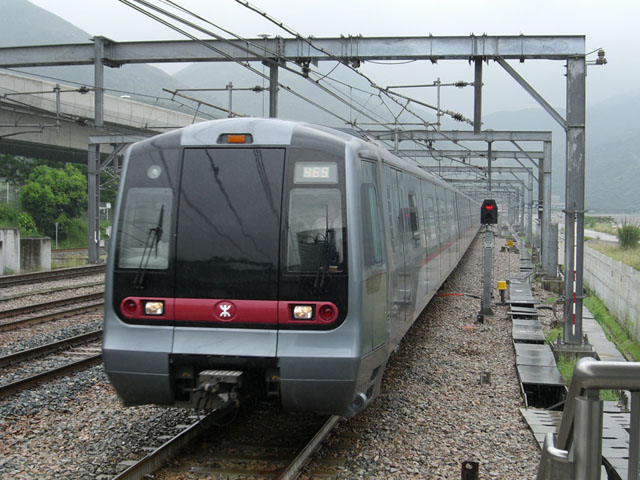
Rotem電車（東涌線で撮影）

## 駅一覧

### 本線
| 駅名     | 駅名         | 駅名         | 駅名          | 開業年月日    | 駅間キロ (km) | 駅間キロ (km) | 累計キロ (km) | 累計キロ (km) | 乗り換え      | 所在地          | 所在地 |
| 日本語   | 繁体字香港語 | 簡体字中国語 | 英語          | 開業年月日    | 駅間キロ (km) | 駅間キロ (km) | 累計キロ (km) | 累計キロ (km) | 乗り換え      | 所在地          | 所在地 |
| 康城駅   | 康城站       | 康城站       | LOHAS Park    | 2009年7月26日 | -             | 3.20          | -             | 10.52         |               | 香港 特別行政区 | 西貢区 |
| 宝琳駅   | 寶琳站       | 宝琳站       | Po Lam        | 2002年8月18日 | 1.02          | -             | 9.55          | -             |               | 香港 特別行政区 | 西貢区 |
| 坑口駅   | 坑口站       | 坑口站       | Hang Hau      | 2002年8月18日 | 1.21          | -             | 8.53          | -             |               | 香港 特別行政区 | 西貢区 |
| 将軍澳駅 | 將軍澳站     | 将军澳站     | Tsueng Kwan O | 2002年8月18日 | 0.90          | 0.90          | 7.32          | 7.32          | ■将軍澳線支線 | 香港 特別行政区 | 西貢区 |
| 調景嶺駅 | 調景嶺站     | 调景岭站     | Tiu Keng Leng | 2002年8月18日 | 2.09          | 2.09          | 6.42          | 6.42          | ■観塘線       | 香港 特別行政区 | 西貢区 |
| 油塘駅   | 油塘站       | 油塘站       | Yau Tong      | 2002年8月4日  | 3.39          | 3.39          | 4.33          | 4.33          | ■観塘線       | 香港 特別行政区 | 観塘区 |
| 鰂魚涌駅 | 鰂魚涌站     | 鲗鱼涌站     | Quarry Bay    | 1989年8月9日  | 0.94          | 0.94          | 0.94          | 0.94          | ■港島線       | 香港 特別行政区 | 東区   |
| 北角駅   | 北角站       | 北角站       | North point   | 2001年9月27日 | -             | -             | 0.00          | 0.00          | ■港島線       | 香港 特別行政区 | 東区   |